# I Guess I Just Feel Like
I Guess I Just Feel Like è un singolo del cantautore statunitense John Mayer, pubblicato il 22 febbraio 2019.

## Video musicale
Il 21 febbraio 2019 è stato pubblicato sul canale Vevo-YouTube del cantante un lyric video del brano.